# Feldi Eboli 2017-2018
Questa pagina raccoglie i dati riguardanti la Feldi Eboli, squadra di calcio a 5 militante in serie A, nelle competizioni ufficiali del 2017-2018.

## Trasferimenti

### Sessione estiva
| Nicolò Baron    | Cisternino |
| Dé              | ?          |
| Jader Fornari   | Napoli     |
| Jorginho        | Augusta    |
| Marco Pasculli  | Napoli     |
| Giovani Pedotti | Napoli     |
| Bico Pelentir   | Isernia    |
| Juan Perri      | Isernia    |
| Lucas Vizonan   | Cogianco   |

| Luiz Henrique Borsato | Civitella       |
| Ricardo Duarte        | Mirafin         |
| Duzão                 | Bubi Merano     |
| Carmine Fine          | Virtus Campagna |
| Mario Imparato        | Fuorigrotta     |
| Giovanni Moccaldi     | Virtus Campagna |
| Marco Scigliano       | Napoli          |
| Andrea Sinno          | Sandro Abate    |
| Pedro Toro            | Levante         |

### Sessione invernale
| Diego Burato | Pescara |
| Luis Turmena | Joaçaba |

| Jorginho      | Lazio      |
| Bico Pelentir | svincolato |

## Organico

### Prima squadra
| N° | Naz.                                   | Ruolo | Sportivo         | Anno     |  |  |
| -- | -------------------------------------- | ----- | ---------------- | -------- |  |  |
| 1  | Italia (bandiera)                      | POR   | Marco Pasculli   | 19.03.91 |  |  |
| 3  | Brasile (bandiera) · Italia (bandiera) | DIF   | Rodrigo Bertoni  | 01.12.78 |  |  |
| 5  | Italia (bandiera)                      | LAT   | Nunzio Frosolone | 15.06.94 |  |  |
| 8  | Brasile (bandiera)                     | LAT   | Dé               | 09.02.88 |  |  |
| 9  | Brasile (bandiera)                     | PIV   | Jader Fornari    | 21.01.83 |  |  |
| 10 | Italia (bandiera)                      | LAT   | Attilio Arillo   | 29.12.94 |  |  |
| 11 | Brasile (bandiera)                     | PIV   | Lucas Vizonan    | 03.06.91 |  |  |
| 12 | Brasile (bandiera)                     | LAT   | Jorginho         | 24.11.89 |  |  |
| 13 | Brasile (bandiera)                     | DIF   | Giovani Pedotti  | 06.09.82 |  |  |
| 15 | Brasile (bandiera)                     | LAT   | Luis Turmena     | 10.01.91 |  |  |
| 17 | Argentina (bandiera)                   | LAT   | Juan Perri       | 12.09.91 |  |  |
| 19 | Brasile (bandiera)                     | POR   | Gilli            | 08.12.81 |  |  |
| 20 | Italia (bandiera)                      | LAT   | Nicolò Baron     | 30.08.96 |  |  |
| 21 | Brasile (bandiera)                     | LAT   | Diego Burato     | 10.09.88 |  |  |
| 23 | Italia (bandiera)                      | PIV   | Gabriele Nigro   | 17.10.96 |  |  |
| 30 | Italia (bandiera)                      | POR   | Brandon Giordano | 01.12.96 |  |  |
| 33 | Brasile (bandiera)                     | LAT   | Bico Pelentir    | 08.07.85 |  |  |

### Under-19
| N° | Naz.              | Ruolo | Sportivo           | Anno     |  |  |
| -- | ----------------- | ----- | ------------------ | -------- |  |  |
| 99 | Italia (bandiera) | LAT   | Vincenzo Caponigro | 18.08.97 |  |  |
| ?  | Italia (bandiera) | UNI   | Angelo Di Nome     | 08.09.00 |  |  |